# Clostridium sartagoforme
Il Clostridium sartagoforme è una specie di batterio appartenente alla famiglia delle Clostridiaceae.